# 西班牙金蒼蠅
西班牙蒼蠅（英語：Spanish fly；（即斑蝥））是一種的鞘翅目甲殼昆蟲，屬芫菁科，體形常隨著不同種類而大小有所改變，常居於忍冬科和木犀科的植物之上。能分泌一種氣味辛辣的黃色液體斑蝥素，而芫菁體內含有最多5%的芫菁素，能刺激動物的細胞組織。而利用它烘焙壓成的粉末，粉色閃亮，並且呈淺黃褐至褐橄欖色，食味苦澀，氣味難聞。幼蟲吃地棲蜂所釀的蜜。
有文獻顯示，芫菁會不時刺激農場的動物交配。芫菁在尿液中的分泌物會刺激尿道，生殖器會產生炎症反應，導致持續勃起。因此，早有人類使用芫菁作春藥用途。不過由於需要的份量很少，而且易於超出有效劑量，使用時有一定的危險。服用芫菁後，會出發熱、排尿疼痛，甚至血尿等徵狀，而且可能對腎臟和生殖器造成永久損害。該成份毒性極大，曾引起許多中毒死亡的案例。

## 歷史

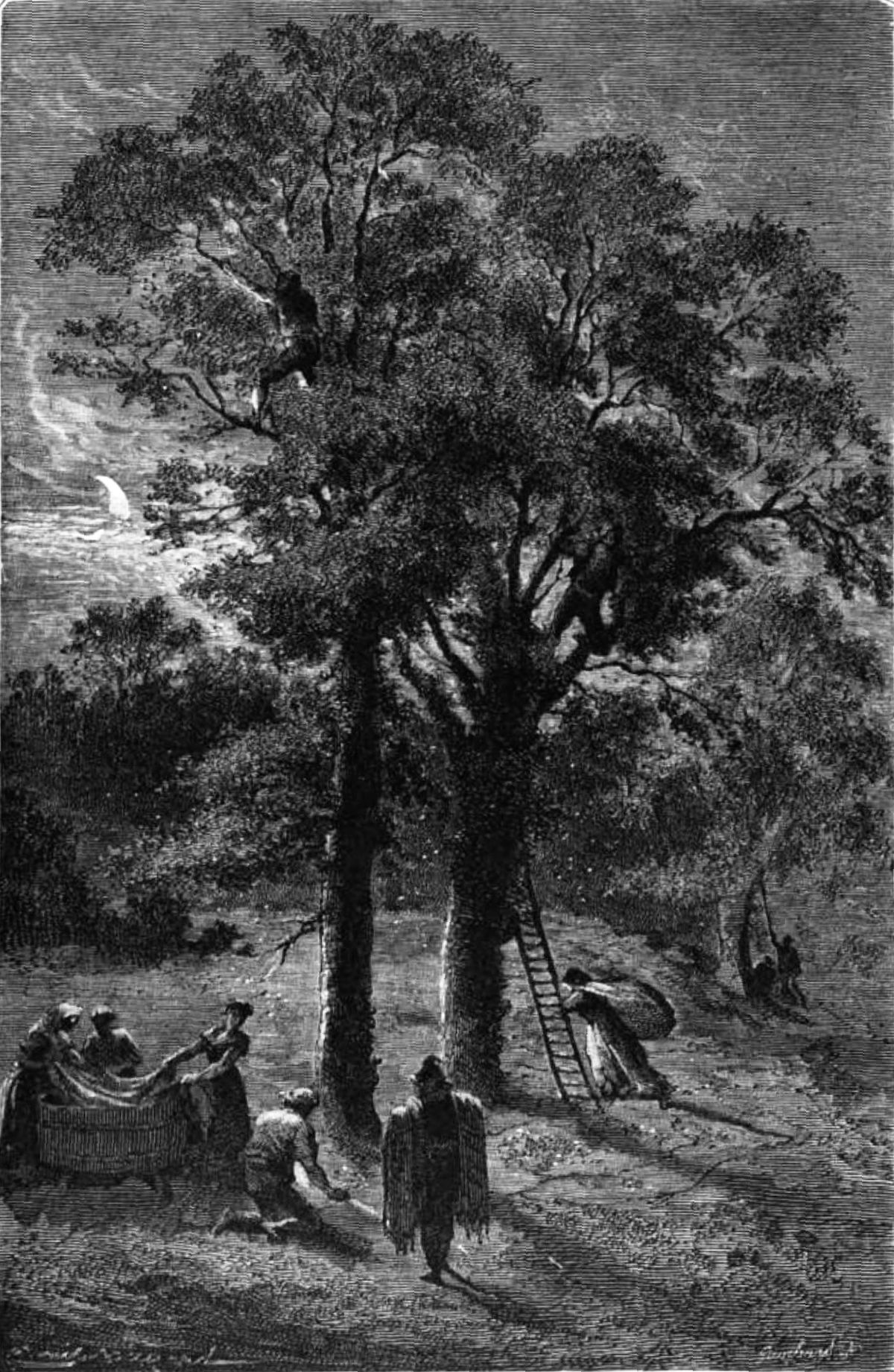
19世紀採集斑蟊的情況

古希臘時期，醫學家希波克拉底早在記載西班牙苍蝇的藥效，而芫菁的翅亦會用作研製發起水泡的膏布，並用作抗刺激藥。在古代中國，曾出現世上首個有記錄的臭彈（stink bomb），就是以這些芫菁昆蟲類，混合砒霜、附子和人類的糞便而成。在桑特利亞（Santeria），這些芫菁則會用作制香。
而芫菁更早已是世界知名的春药，羅馬帝國開國君主屋大维的妻子莉薇婭，會將斑蟊混入賓客的食物當中，引誘賓客輕薄自己，其後再以此勒索。據記載，神聖羅馬皇帝亨利四世（1050-1106）亦因曾服用斑蟊而有損健康。1572年，法國外科學醫生巴雷（Ambroise Paré）曾記錄了一位男子服用一定份量的蕁麻（nettle）和斑蟊後，出現一種「最可怕的淫亂症」。1670年代，法國黑魔法師凱薩琳·蒙瓦森會混和烘乾的鼴鼠（moles）和蝙蝠的血液製成，滲入路易十四的食物，以維持路易十四對他的情婦蒙特斯龐侯爵夫人的需索。18世紀斑蟊昆蟲在歐洲流行，在法國稱之（即黎塞留的顆粒），薩德侯爵更被指在1772年，給妓女服用大茴香（anise）味的香碇和西班牙苍蝇，強行與妓女群交及雞姦她們，薩德侯爵因此被判處死，但及後上訴得到緩刑。
同時，西班牙苍蝇亦會用作為墮胎藥、興奮劑（因為用後會導致失眠和神經緊張），甚至毒藥，若以粉狀滲進食物則不易察覺。意大利美第奇家族的一位女伯爵 Toffana 研製的毒藥「Aqua toffana （aquetta di Napoli）」，就是以砒霜和西班牙蒼蠅混合而成。據說，在水和酒中加入4至6滴，服後數小時內便能無痛死亡。為了證明西班牙蒼蠅令人致死的藥效，他們會進行測試，其中一個方式是將中毒死者的內臟分解於油中，塗在兔的臉上，以觀察兔子有否出現水泡。

## 毒性
芫菁有很强的肾毒性，属剧毒物品。
实验显示： 小鼠注射芫菁素7.5～10毫克，连用10天，可致心肌纤维、肝细胞和肾小管上皮细胞混浊肿胀，肺脾瘀血或小灶性出血。其对皮肤粘膜及胃肠道均有较强的刺激作用，吸收后由肾脏排泄，可刺激尿道，出现肾炎及膀胱炎症状，甚至导致急性肾功能衰竭。而成人口服0.6克能導致中毒，致命劑量為1.5克。

## 商業和烹調用途
除了用於畜牧业和供註冊醫護人員治療疣外，美國法例禁止使用斑蟊。一些以郵購或網絡售賣催情藥，以「西班牙蒼蠅」的名稱作招徠，但不少都是由卡宴辣椒粉（cayenne pepper）製成的膠囊，有時則混以人參、巨藻（kelp）、薑、崩大碗。在德國有一種產品名為「Spanische Fliege （西班牙蒼蠅）」，只是顺势疗法的藥物，有效成份極低，一般服用風險不大。
而一種產自北非的果醬「Dawamesk」，除大麻製劑（Hashish）、杏仁漿、开心果、砂糖、橙或羅望子皮、丁香外，有時亦會加入西班牙蒼蠅。在摩洛哥以及其他北非地方，其中一種名為「Ras el hanout」（北非综合香料）的香料，成份亦曾包括斑蟊，不過摩洛哥已在1990年代禁售。
在香港，斑蝥與水銀、砒霜等同屬烈性或毒性中藥，受《中醫藥條例》嚴格管制，只有註冊中醫才可處方，銷售及配發紀錄均需保留。據《中華人民共和國藥典》記載，斑蝥性味辛熱，本身有劇毒，能破血逐瘀，散結消癥。

## 外部連結
- 斑蝥 Banmao （页面存档备份，存于） 中藥材圖像數據庫 (香港浸會大學中醫藥學院)
- 斑蝥 Ban Mao （页面存档备份，存于） 中藥標本數據庫 (香港浸會大學中醫藥學院) （繁體中文）（英文）
- 科學松鼠會 » 惡毒的愛：一響貪歡後，有人減重10%，有人腦袋被掏空 （页面存档备份，存于）